# Cathédrale Saint-Nicolas de Douchanbé
Pour les articles homonymes, voir Cathédrale Saint-Nicolas.
La cathédrale Saint-Nicolas est une cathédrale orthodoxe russe située à Douchanbé, la capitale du Tadjikistan. Elle est l'église cathédrale de l'éparchie orthodoxe russe de Douchanbé et du Tadjikistan. 